# Piera Muggiri
Piera Muggiri (Monterotondo, 18 novembre 1964) è una taekwondoka italiana.

## Carriera
Piera Muggiri vinse una medaglia d'argento alle Olimpiadi di Barcellona del 1992 nella categoria pesi mosca.
Essendo stato allora uno sport dimostrativo la medaglia non valse ad arricchire il medagliere dell'Italia. 
Nel corso della sua carriera è stata campionessa d'Europa ad Ankara nel 1988 e vice-campionessa europea ad Aarhus nel 1990 e a Zagabria nel 1994.